# Robertsvlei
Robertsvlei è un centro abitato sudafricano situato nella municipalità distrettuale di Cape Winelands nella provincia del Capo Occidentale.

## Geografia fisica
Il piccolo centro sorge a circa 3 chilometri a ovest di Franschhoek e a circa 65 chilometri a est di Città del Capo.